# Kajtek i Koko
Kajtek i Koko – dwóch skrajnie różniących się przyjaciół, bohaterów pasków komiksowych Janusza Christy drukowanych na łamach „Wieczoru Wybrzeża”. Pierwszy czarno-biały pasek pojawił się 29 kwietnia 1958 i rozpoczął serię Kajtek i Koko. Obaj bohaterowie spodobali się czytelnikom na tyle, że doczekali się swych bliźniaczo podobnych następców (właściwie przodków): Kajka i Kokosza.
Najobszerniejszym i najsławniejszym komiksem z udziałem pary przyjaciół jest serial komiksowy Kajtek i Koko w kosmosie powstały w latach 1968-1972. Stanowi on filar polskiego komiksu zarówno pod względem treści, jak i rozmiaru.

## Postacie

### Kajtek
Historia Kajtka sięga lat 50, kiedy to ukazywały się paski komiksowe Janusza Christy w „Wieczorze Wybrzeża”. Pierwszy, zatytułowany Niezwykłe przygody Kajtka-Majtka (1958), rozpoczął prawdziwie niezwykłe przygody marynarza rozgrywające się na: morzu, lądzie, kosmosie a nawet przyszłości i przeszłości. Te paski komiksowe ukazywały się do 1962. Na początku przygody te Kajtek odbywał samotnie lub wraz z szalonym profesorem Kosmosikiem.
Janusz Christa zdobył sympatię czytelników nie tylko swym humorem, ale i niezwykłą pomysłowością. Przedstawiając przygody podróży w czasie do fantastycznego średniowiecza z elementami techniki współczesnej, a nawet futurystycznej zadziwia do dziś. Niezwykłe przygody Kajtka-Majtka (1958-1960) stanowią wzór dla następnych pokoleń pisarzy fantasy. Następnie autor rozwinął to unikalne połączenie baśni z techniką ze zdwojoną siłą w Przygodach Kajtka i Koka.

### Koko
Później pojawił się Koko, który początkowo nosił imię Frank. Z racji swych wielu wad stanowił dobry kontrast dla Kajtka, wpisując się w kanon komicznej pary przyjaciół jak Flip i Flap. Dodatkowo autor zmienił nieco osobowość Kajtka, aby lepiej pasowała do Koka.
Istnieją dwie serie komiksowe, w których Koko występuje samotnie: Opowiadanie Koka oraz Opowieść Koka, które traktowane są jak rarytas przez kolekcjonerów i miłośników polskiego komiksu.

## Wspólne przygody
Kajtek i Koko pojawili się razem po raz pierwszy w paskach komiksowych drukowanych w „Wieczorze Wybrzeża” w serii Przygody Kajtka i Koka (1963-1964).
W swoich przygodach Kajtek i Koko bawili czytelników: zagadkami kryminalnymi (sensacja i akcja), unikalnym połączeniem baśni z techniką oraz treściami fantastycznymi i kosmicznymi.

## Kajtek i Koko w kosmosie
Ostatnim komiksem, w którym pojawili się wspólnie Kajtek i Koko, był Kajtek i Koko w kosmosie (1968-1972). Jest to aktualnie najdłuższy polski komiks. Ukazywał się nieprzerwanie przez 4 lata na łamach „Wieczoru Wybrzeża” osiągając rekordową długość 1270 odcinków. Długość ta była wymuszona przez czytelników, którzy nie zgadzali się na zbyt wczesne zakończenie przygód. Opowieść, rozpoczęta 29 kwietnia 1968, została zakończona 31 lipca 1972 paskiem z numerem 1265. Wynika to z pomyłki Christy, który niewłaściwie oznaczył odcinek 192 (jako 187). Nie poprawił tego aż do końca historii.
Jeden z pasków komiksu został zatrzymany przez cenzurę w grudniu 1970. Christa narysował na nim spalony dom pewnego kosmicznego kacyka, co mogło się kojarzyć z podpaleniem budynku Komitetu Wojewódzkiego PZPR w Gdańsku podczas buntu robotników na Wybrzeżu.
Komiks w wersji albumowej ukazał się po raz pierwszy w 1974 w gdańskim wydawnictwie. Nie zawierał całości historii, a poszczególne epizody ułożone były w innej kolejności niż pierwotne paski. Miał przerobiony wstęp i zakończenie, pewne fragmenty zostały narysowane na nowo, inne nieznacznie zmienione. Ponad stutysięczny nakład został w krótkim czasie wykupiony, tak samo jak kolejne dodruki.
W 1991 i 1992 opublikowane zostały trzy albumy (z planowanych dwunastu), obejmujące początkowe epizody komiksu, tym razem w wersji kolorowej.
Wydanie Egmontu z 2001 jest, jak sam wydawca pisze, pierwszą niemal pełną wersją przygód w kosmosie. Wydawnictwo nie było w stanie zgromadzić kompletu pasków.
W 2012 ukazało się wydanie uzupełnione o brakujące paski.
W latach 2018–2020 nakładem wydawnictwa Egmont ukazało się siedmioczęściowe kolorowe wydanie komiksu.

## Opowieści z cykluKajtek i Koko

### Paski komiksowe
Wszystkie komiksy (poza Franek! Kajtek!) ukazały się w „Wieczorze Wybrzeża”.
- Latający Holender - 1958, 78 odcinków
- Profesor Kosmosik i Marsjanie - 1958-1959, 146 odcinków
- Czarny rycerz - 1959-1960, 282 odcinki
- Utracony skarb - 1960, konkurs w formie komiksu
- Franek! Kajtek! - Tygodnik Morski 1960, historia 3-obrazkowa
- Na morze - 1961, historyjka składająca się z 25 kadrów z tekstem Agnieszki Osieckiej
- Poszukiwany Zyg-Zak - 1961, 129 odcinków
- Wybory do rad narodowych - 1961, odcinek specjalny i 3 żarty rysunkowe
- Dni Gdańska - 1961, 80 odcinków
- Kajtek, Koko i piraci - 1961-1962, 222 odcinki
- Opowiadanie Koka - 1962-1963, 120 odcinków
- W krainie baśni - 1963-1964, 348 odcinków
- Na tropach pitekantropa - 1964-1965, 369 odcinków
- Kajtek i Koko na wakacjach - 1965, 56 odcinków
- Opowieść Koka - 1965-1966, 207 odcinków
- Śladem białego wilka - 1966-1967, 312 odcinków
- Jubileusz 10-lecia „Wieczoru Wybrzeża” 1967, jeden pasek
- Zwariowana wyspa - 1967, 137 odcinków
- Londyński kryminał - 1967-1968, 137 odcinków
- Kajtek i Koko w kosmosie - 1968-1972, 1270 odcinków
- Opowieści Koka - 1993

### Albumy
- Kajtek i Koko w kosmosie - Wydawnictwo Artystyczno-Graficzne 1974
- Śladem białego wilka - KAW 1989
- Duch bunkra - KAW 1989
- Chybiony strzał - KAW 1990
- Zwariowana wyspa (2 t.) - Zespół 1990
- Londyński kryminał (2 t.) - Zespół 1990
- Pojedynek z Abrą - Adarex 1991
- Zabłąkana rakieta - Adarex 1991
(pierwszy album serii Kajtek i Koko w kosmosie)
- Twierdza tyrana - Adarex 1991
(drugi album serii Kajtek i Koko w kosmosie)
- Kosmiczni piraci - Wojtek-press 1992
(trzeci album serii Kajtek i Koko w kosmosie)
- Kajtek i Koko w kosmosie - Egmont Polska 2001
- Kajtek i Koko na tropach pitekantropa - Egmont Polska 2001
zawiera: Kajtek i Koko na tropach pitekantropa, Kajtek i Koko w krainie baśni, w tym Pojedynek z Abrą, oraz Wśród piratów
- Kajtek, Koko i inni - Egmont Polska 2004
- Kajtek i Koko w Londynie - Egmont Polska 2005
zawiera: Londyński kryminał, Zwariowana wyspa, Kajtek i Koko na wakacjach
- Kajtek i Koko - Profesor Kosmosik - Egmont Polska 2006
- Kajtek i Koko - Śladem białego wilka - Egmont Polska 2007
- Kajtek i Koko - Poszukiwany Zyg-Zak - Egmont Polska 2009
zawiera: Latający Holender, Profesor Kosmosik i Marsjanie, Poszukiwany Zyg-Zak
- Kajtek i Koko - Opowieści Koka - Egmont Polska 2011